# Önet

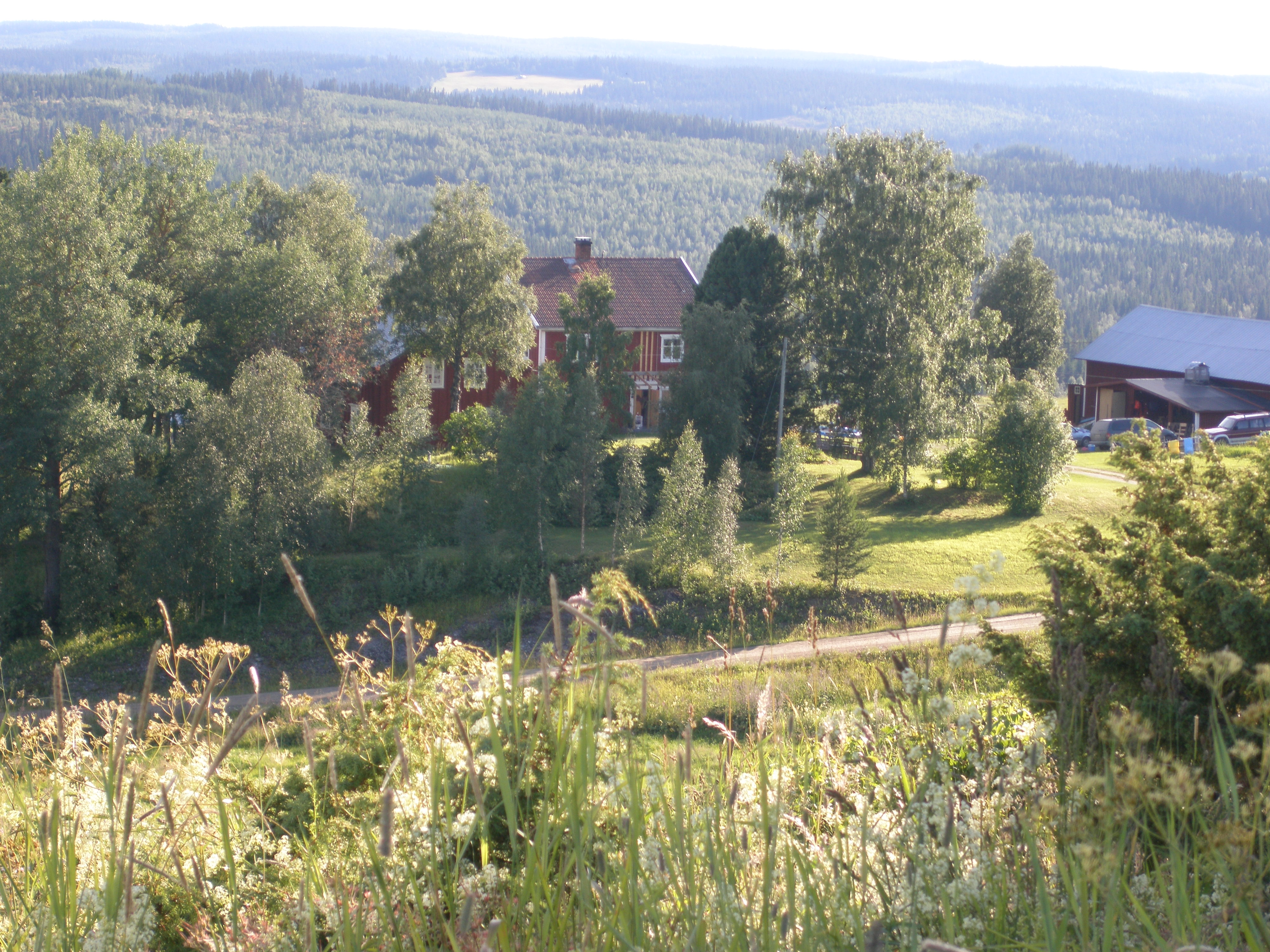
Gård i Övre Önet

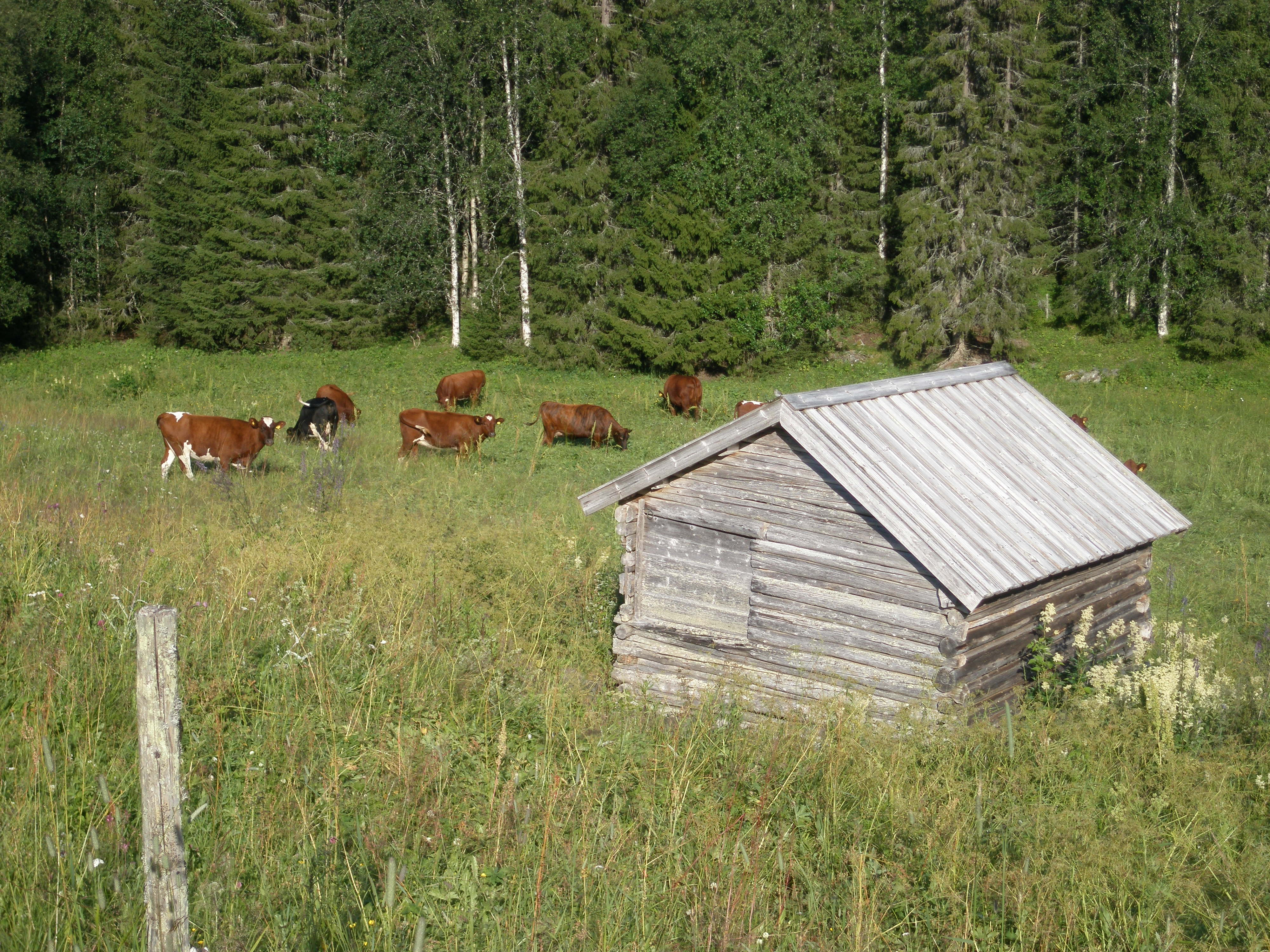
Betande kor vid Lapp-Nils-torpet i Önet

Önet (jämtska: Aurn) är en by i Offerdals socken, Krokoms kommun, Jämtland. Byn, som präglas av jordbruksnäringen, är sammanbyggd med Kaxås och Åflo. 

## Historia
I Önet finns två fångstgropar. Byn omnämns första gången år 1420 då en lauris j owdene, dvs. Lars i Önet, bevittnade en överlåtelsehandling. Namnet Önet betyder ursprungligen att något är eller har blivit öde. Detta namn finns på flera håll i Jämtland och Tröndelag. Antagligen är namnet ett minne från digerdödens härjningar i Offerdal efter 1300-talets mitt. Ett så kallat ödesböle, Kläpplägden, med 20 odlingsrösen omnämndes i Jämtlands räkenskaper från 1568. 
Övre Önet är högt beläget med utsikt mot bl.a. Hällberget. I byn finns flera välbevarade bondgårdar. Skiften genomfördes 1781, 1824 och 1927 i syfte att effektivisera jordbruket. Önet, Åflo och Bångåsen var de byar i Offerdal som på 1500-talet levererade mest korn. Två av Offerdals tre byggnadsminnen finns i övre Önet: Ol-Jons-gården (Offerdals-Önet 1:14) och gården Offerdals-Önet 3:12. Ol-Jons-gårdens alla tio hus är från första hälften av 1800-talet och väl bevarade. 

## Kända personer med anknytning till Önet
- Jämtlandsspelmannen Lapp-Nils var under sin levnad bosatt på det s.k. Lapp-Nils-torpet, en kilometer norr om Önet.

## Externa webbplatser
- Information om byggnadsminne Offerdals-Önet 3:12, Länsstyrelsen i Jämtlands län
- Information om byggnadsminne Ol-Jons-gården, Länsstyrelsen i Jämtlands län
- Offerdals Skoter och Fritid
- Vy över Önet, Bildarkivet Jamtli